# Dernișoara, Bihor
Dernișoara (în maghiară Alsóderna) este un sat în comuna Derna din județul Bihor, Crișana, România.

 Acest articol despre o localitate din județul Bihor este deocamdată un ciot. Puteți ajuta Wikipedia prin completarea lui.